# Erich Lehmann (Fußballspieler, 1916)
Erich Lehmann (* 9. Juli 1916; † unbekannt) war ein deutscher Fußballspieler, der zwischen 1949 und 1951 für die ZSG Union Halle bzw. BSG Turbine Halle in der höchsten ostdeutschen Fußball-Liga spielte.

## Sportliche Laufbahn
Nach dem Ende des Zweiten Weltkriegs war Erich Lehmann an der Wiederbelebung des Fußballsports in Halle (Saale) beteiligt. Er spielte zunächst in der Sportgemeinschaft Halle-Glaucha, die sich 1948 in SG Freiimfelde Halle umbenannte und im Frühjahr 1949 in der ZSG Union Halle aufging. Ohne Lehmann ging die SG Freiimfelde 1948 in das Endspiel um die 1. Fußball-Ostzonenmeisterschaft, das mit 0:1 gegen die SG Planitz verloren ging. 1949 erreichte ZSG Union ebenfalls das Ostzonen-Finale. Diesmal mit Lehmann als linker Verteidiger gewannen die Hallenser durch einen 4:1-Sieg über die SG Fortuna Erfurt die Ostzonenmeisterschaft.
Als Ostzonenmeister war die ZSG Union für die erste Saison der neu gegründeten ostdeutschen Zonenliga (später DS-Oberliga, DDR-Oberliga) startberechtigt. Für das Aufgebot der Saison 1949/50 war der 33-jährige Lehmann als Abwehrspieler nominiert worden. Er war vom ersten Spieltag an dabei und verpasste bis zum Saisonschluss nur zwei Punktspiele. Auch in der Spielzeit 1950/51 war Lehmann bis zum 27. Punktspiel Stammspieler der Hallenser, die nun unter dem Namen BSG Turbine agierten. Die Begegnung Motor Oberschöneweide – Turbine Halle (4:1) war Lehmanns letztes Spiel in der DS-Oberliga, sieben Spieltage vor dem Ende der Saison. In seinen beiden Erstligaspielzeiten war er damit auf 49 Einsätze gekommen, als Defensivspieler erzielte er keine Tore.
Zur Saison 1951/52 wechselte Lehmann wechselte zum Zweitliga-Aufsteiger Hochschulsportgemeinschaft (HSG) Wissenschaft Halle. In dieser und der Spielzeit 1952/53 bestritt er in der DDR-Liga zusammen 38 Punktspiele. In seiner zweiten HSG-Saison schoss er fünf Punktspieltore, die einzigen Meisterschaftstore zwischen 1949 und 1953. In der Saison 1953/54 kam er nur noch einmal für die HSG zum Einsatz. Danach beendete er 38-jährig seine Laufbahn im höherklassigen Fußball.